# Осока вечнозелёная
Осо́ка вечнозелёная (лат. Carex sempervirens) — травянистое растение семейства Осоковые (Cyperaceae), вид рода Осока (Carex).

## Ботаническое описание
Растения без ползучих корневищ.

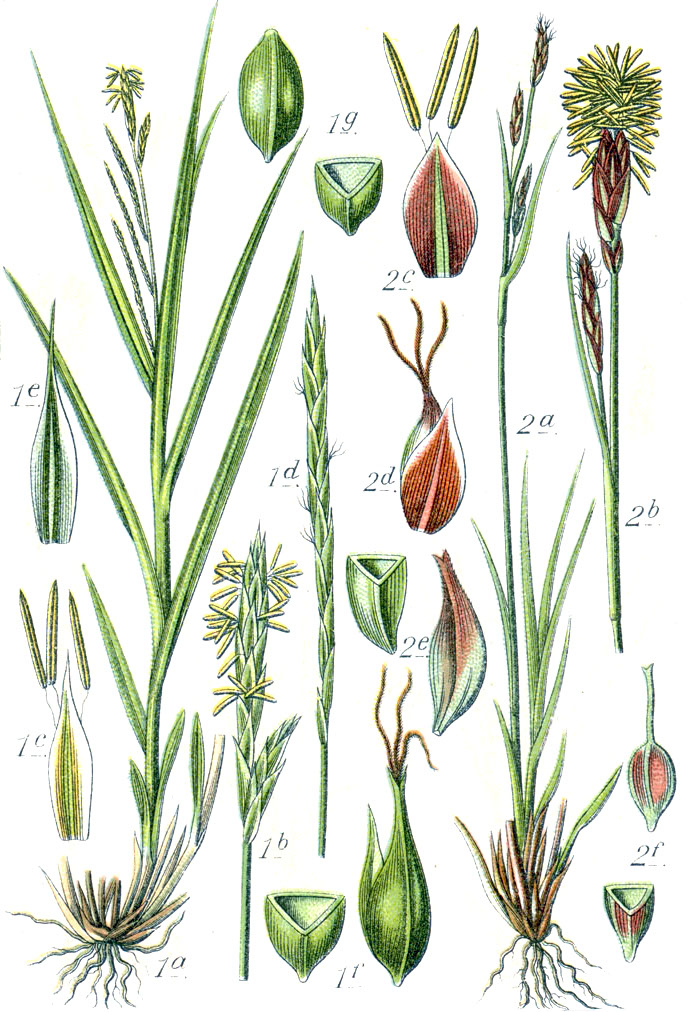
2 — Carex sempervirens

Побеги окружены при основании пурпурными влагалищами листьев (окраска лучше выражена на внутренних влагалищах). Листовые пластинки 1(2)—3(4) мм шириной.
Верхние 1—3 колоска тычиночные (иногда верхний колосок или третий сверху андрогинные); остальные 2—3 — пестичные, продолговато-яйцевидные или продолговатые, 4—6 мм в диаметре, большей частью густые или рыхловатые, на длинных ножках, поникающие. Чешуи тычиночных колосков без белоперепончатых краёв или с узкими краями. Чешуи пестичных колосков большей частью острые, иногда туповатые, обычно чёрно-пурпурные или каштановые. Нижний прицветный лист с длинным влагалищем (очень редко без влагалища) и длинной линейной пластинкой короче соцветия.
Мешочки ланцетовидные, сжато-трёхгранные, со слабо выраженными жилками или без них, 4,5—6,5(7) мм длиной, в верхней половине или по всей поверхности с короткими щетинковидными волосками, редко голые, матовые или со слабым блеском, зрелые тёмно-пурпурные, с удлинённым цельным или едва двузубчатым носиком. Рылец 3 (редко 2). Плод плотно заключён в мешочке, лишь немного у́же его, иногда на ножке.
Число хромосом 2n=30, 32, 34 (Dietrich, 1967), 68 (Chater, 1980).
Вид описан из юго-восточной Франции.

## Распространение
Центральная Европа: Австрия, Чехословакия, Германия, Польша, Швейцария; Восточная Европа: Украина (Карпаты); Южная Европа: Албания, Болгария, Югославия, Италия, Румыния, Франция, Испания.
Растёт на альпийских лугах.